# ملفات المساعدة بلغة ترميز النص الفائق المجمعة من ميكروسوفت
ملفات المساعدة بلغة ترميز النص الفائق المجمعة من ميكروسوفت تشكل ملفات مساعدة على الانترنت تعود ملكيتها إلى ميكروسوفت , وتتألف من مجموعة من الصفحات بصيغة لغة ترميز النص الفائق , الفهرس وأدوات التنقل الأخرى. بشكل ملفات يتم ضغطها ونشرها في شكل ثنائي بامتداد.chm ، بلغة ترميز النص الفائق المجمعة . وتلك الصيغة في كثير من الأحيان كانت تستخدم سابقا في توثيق البرامج.
تم عرضه خلفا لـ WinHelp مع صدور ويندوز 98، وهو لا يزال معتمدا في ويندوز 7. على الرغم من أن الصيغة قد صممت من قبل مايكروسوفت، فقد كانت تفى بنجاح بمواصفات الهندسة العكسية والآن معتمدة في العديد من تطبيقات العرض للوثائق .